# José de Figueiredo
José de Figueiredo (Porto, 20 dicembre 1871 – Porto, 18 dicembre 1937) è stato uno storico e critico d'arte portoghese, esponente della Generazione del 70.

## Biografia

Firma di José de Figueiredo

Studiò giurisprudenza a Coimbra e arte a Parigi. I suoi studi sui Polittici di San Vincenzo gli permisero di attribuirne gran parte a Nuno Gonçalves. Pubblicò il libro O Pintor Nuno Gonçalves con gli studi da lui effettuati che gli consentirono di identificare e avvalorare la paternità dei polittici di San Vincenzo.
Fu il primo direttore del Museo nazionale d'arte antica di Lisbona. In suo onore vennero intitolati una via (Largo José de Figueiredo) e l'Istituto José de Figueiredo, sito all'interno del museo.
Dedicò la sua vita alla ricerca degli oggetti d'arte portoghesi sparsi in tutta Europa, specialmente in Francia e nei Paesi Bassi. Acquistò gran parte del patrimonio che oggi si trova esposto nel Museo d'arte antica di Lisbona. Suo fratello era proprietario della Casa de Farelães, nel Minho, uno dei più antichi manieri attestati nella Penisola iberica, tuttora proprietà della famiglia Figueiredo.
Fu lo zio dell'illustre dottor Manuel de Figueiredo, scrittore e pensatore, direttore per diversi anni del Museo di Soares dos Reis ad Oporto. In questo stesso museo è attiva ancora oggi la sede del Circolo Dr José de Figueiredo, che si dedica alla promozione e restauro delle opere d'arte in Portogallo.
L'Accademia nazionale delle Belle Arti in onore del suo primo direttore gli ha intitolato il premio ai migliori libri pubblicati in Portogallo riguardo arte e patrimonio.
Ha collaborato come autore alla rivista luso-brasiliana Atlantida (1915-1920) e Lusitânia (1924-1927).
Fu investito dei seguenti gradi di ordini onorifici portoghesi: Grand'Ufficiale dell'Ordine di San Giacomo della Spada (14 febbraio 1920), Cavaliere di Gran Croce dell'Ordine militare di Cristo (28 luglio 1933), Grand'Ufficiale dell'Ordine dell'Istruzione pubblica (7 settembre 1935) e Cavaliere di Gran Croce dell'Ordine di San Giacomo della Spada (14 novembre 1936).

## Opere
- Algumas Palavras sobre a Evolução da Arte em Portugal